# Hexi (köpinghuvudort i Kina, Yunnan Sheng, lat 24,14, long 102,65)
Hexi är en köpinghuvudort i Kina. Den ligger i provinsen Yunnan, i den sydvästra delen av landet, omkring 100 kilometer söder om provinshuvudstaden Kunming. Antalet invånare är 50 423. Befolkningen består av 25 196 kvinnor och 25 227 män. Barn under 15 år utgör 19,0 %, vuxna 15-64 år 70 %, och äldre över 65 år 10,0 %.
Runt Hexi är det tätbefolkat, med 308 invånare per kvadratkilometer. Hexi är det största samhället i trakten. I omgivningarna runt Hexi växer i huvudsak blandskog.
Genomsnittlig årsnederbörd är 1 044 millimeter. Den regnigaste månaden är juni, med i genomsnitt 211 mm nederbörd, och den torraste är februari, med 12 mm nederbörd.